# Gaza Ghetto
Pour plus de détails, voir Fiche technique et Distribution.
Gaza Ghetto est un film documentaire suédois réalisé par Per-Åke Holmquist et sorti en 1985.

## Synopsis
Le film montre la vie d'une famille palestinienne vivant dans le camp de réfugiés de Jabaliya. Il montre également Ariel Sharon, Binyamin Ben-Eliezer et des soldats israéliens en patrouille discuter sur leurs responsabilités.

## Fiche technique
- Titre : Gaza Ghetto
- Réalisation : Per-Åke Holmquist
- Production : Joan Mandell, Pea Holmquist, et Pierre Bjorklund
- Société de production : Konstnärsnämnden, PeÅ Holmquist Film et SVT Drama
- Pays :  Suède
- Genre : Documentaire
- Durée : 85 minutes
- Dates de sortie : 
  -  États-Unis : 29 mai 1985